# Alejandro Chomski
Alejandro Chomski (Buenos Aires, 27 novembre 1968 – Buenos Aires, 4 novembre 2022) è stato un regista, sceneggiatore, produttore cinematografico, attore, montatore, direttore della fotografia e compositore argentino.

## Biografia
Diresse sei film a partire dal 1997: in precedenza aveva realizzato alcuni cortometraggi. Il suo film Hoy y mañana fu prosentato nella sezione Un Certain Regard al Festival di Cannes del 2003.

## Filmografia

### Regista
- What If - cortometraggio (1992)
- Julia Always Wants to Make Time - cortometraggio (1992)
- Wrinkles - cortometraggio (1992)
- Escape to the Other Side - cortometraggio (1992)
- Any Questions - cortometraggio (1992)
- Alexander and the Terrible, Horrible, No Good, Very Bad Day - cortometraggio (1997)
- A Moment of Silence - cortometraggio (1998)
- Dry Martini - cortometraggio (1998)
- A Day in the Life of an Artist - cortometraggio (2000)
- Hoy y mañana (2003)
- Feel the Noise - A tutto volume (Feel the Noise) (2007)
- A Beautiful Life (2008)
- Dormir al sol (2010)

### Sceneggiatore
- What If - cortometraggio (1992)
- Julia Always Wants to Make Time - cortometraggio (1992)
- Wrinkles - cortometraggio (1992)
- Escape to the Other Side - cortometraggio (1992)
- Any Questions - cortometraggio (1992)
- A Moment of Silence - cortometraggio (1998)
- A Day in the Life of an Artist - cortometraggio (2000)
- Hoy y mañana (2003)
- Dormir al sol (2010)

### Produttore
- What If - cortometraggio (1992)
- Julia Always Wants to Make Time - cortometraggio (1992)
- Wrinkles - cortometraggio (1992)
- Escape to the Other Side - cortometraggio (1992)
- Any Questions - cortometraggio (1992)
- A Moment of Silence - cortometraggio (1998)
- A Day in the Life of an Artist - cortometraggio (2000)
- Hoy y mañana (2003)
- Dormir al sol (2010)
- In the Country of the Last Things (2014)

### Attore
- Julia Always Wants to Make Time - cortometraggio (1992) - Il ragazzo
- Wrinkles - cortometraggio (1992) - Il sex symbol
- Any Questions - cortometraggio (1992) - L'uomo dell'ambulanza
- A Moment of Silence - cortometraggio (1998)
- We Married Margo (2000) - Il prete messicano
- A Day in the Life of an Artist - cortometraggio (2000) - Lo studente
- ¿Quién es Alejandro Chomski?, regia di Santiago García Isles - documentario (2002) - Se stesso
- There Is No Direction, regia di Sarah Bertrand - cortometraggio documentario (2005) - Se stesso

### Montatore
- What If - cortometraggio (1992)
- Julia Always Wants to Make Time - cortometraggio (1992)
- Wrinkles - cortometraggio (1992)
- Todas las azafatas van al cielo (2002)

### Direttore della fotografia
- What If - cortometraggio (1992)
- Julia Always Wants to Make Time - cortometraggio (1992)

### Compositore
- What If - cortometraggio (1992)
- Julia Always Wants to Make Time - cortometraggio (1992)